# 骑士厅

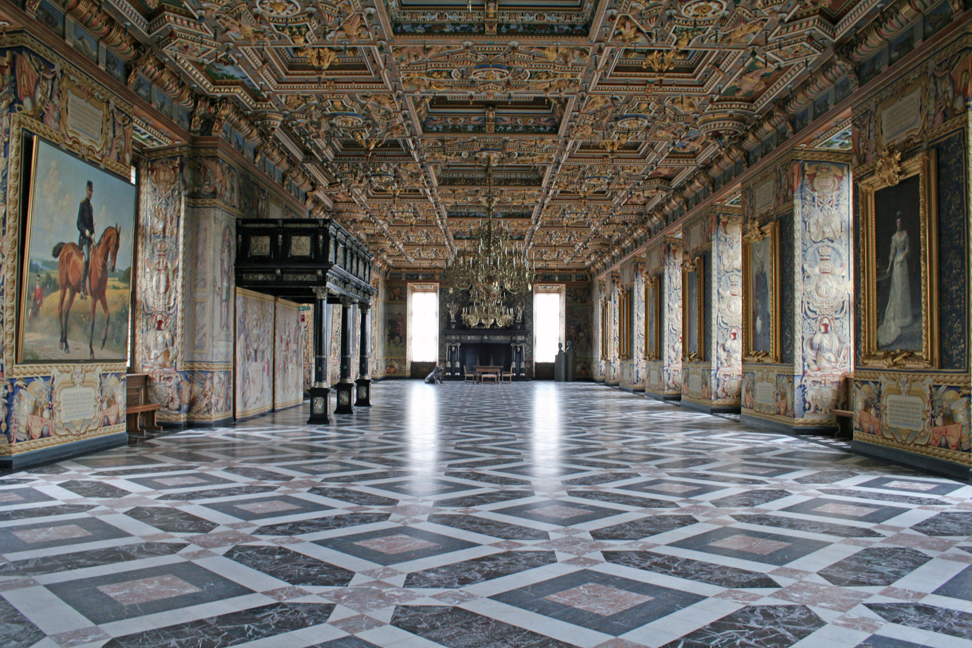
腓特烈堡城堡的骑士厅

骑士厅（德語：Rittersaal），或称大厅（英語：great hall），是宮殿、城堡、庄园的主厅，古时可举行会议和宴会。今天，骑士厅常被用作音乐会和展览的场地。